# La huelga (película)
La huelga (título original en ruso: Стачка, Stachka) es una película muda de 1924 dirigida por el cineasta soviético Serguéi M. Eisenstein. La película describe una huelga ocurrida en 1903 por los trabajadores de una fábrica en la Rusia prerrevolucionaria. Fue el primer largometraje de Eisenstein, que un año después dirigiría la famosa película El acorazado Potemkin. La escena más famosa del film es la secuencia final donde, haciendo uso Eisenstein de sus innovadoras teorías de montaje, se alterna la masacre hacia los huelguistas e imágenes de bovinos sacrificados. Otro tema de la película, que es una de las mayores características del cine de Eisenstein, es el colectivismo frente al individualismo convencional en el cine occidental. 

## Resumen de la trama

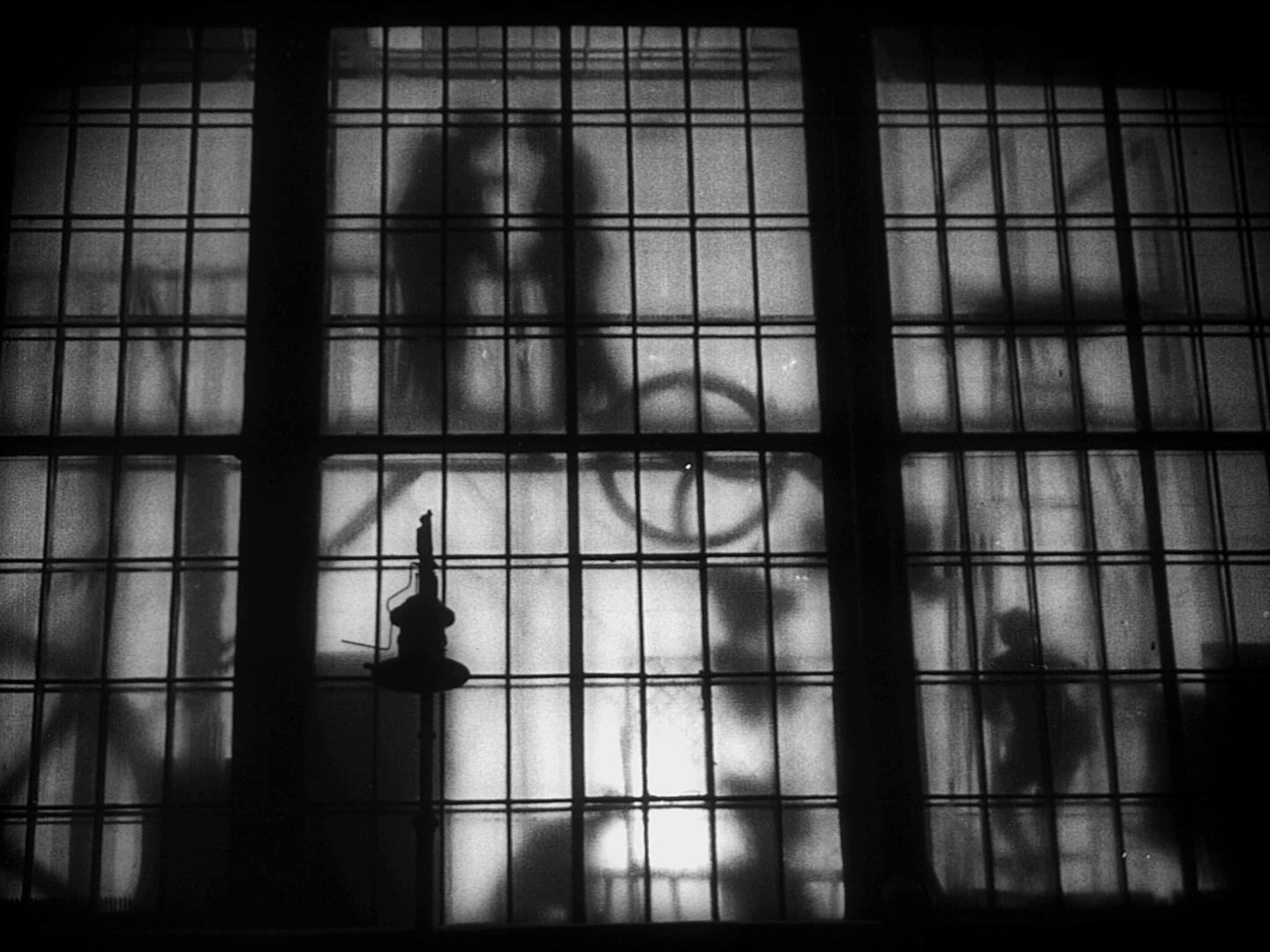
Fotograma de la película.

La película se abre con una cita de Lenin:

La fuerza de la clase obrera es la organización. Sin organización de masas, el proletario es nada. Organizado lo es todo. Estar organizado significa unidad de acción, unidad de actividades prácticas.

На заводе всё спокойно / En la fábrica todo está tranquilo
La administración espía a los trabajadores y la situación en la fábrica es tensa. Los agitadores y los bolcheviques planean una huelga.
Повод к стачке / Motivo de huelga
Roban un micrómetro con un valor de 25 rublos, lo cual se traduce en 3 semanas de trabajo. Un trabajador es acusado del robo e, intentando lavar su imagen, se ahorca. Los trabajadores indignados dejan sus trabajos. Empiezan a lanzar piedras y metales a las ventanas de la fundición. A continuación, se enfrentan a la oficina.
Завод замер / La fábrica paralizada
El capítulo comienza con imágenes de gatitos, lechones y gansos. La fábrica está totalmente vacía, con pájaros volando. Se empiezan a gestar las demandas; una jornada de 8 horas, 6 para los menores, mejor trato por parte de la administración y una subida de sueldo del 30%. Los accionistas leen con desprecio las demandas mientras beben y fuman puros. Utilizan el papel de la demanda para limpiarse el zapato y utilizan también un exprimidor de limones, en clara metáfora del trato dado a los trabajadores.
Стачка затягивается / La huelga se alarga
La huelga sigue. Un hombre busca mercancías para vender en un mercado de pulgas. Una carta por parte de la administración da parte del rechazo de los accionistas a las demandas de los trabajadores. Un espía, con una cámara fotográfica en miniatura, capta la imagen de un hombre robando la carta. El hombre es golpeado, capturado y golpeado de nuevo.
Провокация на разгром / Provocación y debacle
La escena se abre con gatos muertos colgados. Se introduce un nuevo personaje, el rey de una comunidad que vive en barriles en medio de la basura y cuyo trono es un automóvil abandonado. Después de un acuerdo con la policía zarista, contrata a alborotadores con el fin de incendiar, arrasar y quemar una tienda de licores. La multitud se reúne y llama a los bomberos, los cuales la dispersan con sus mangueras.
Ликвидация / Exterminio
El gobernador manda al ejército. Comienzan los disturbios y el ejército persigue a la multitud a través de puertas y barreras hasta llegar a la fragua y más adelante, a sus apartamentos. Los azotan en los balcones y lanzan a un niño desde lo alto, matándolo en el acto. En la escena final de la película, llevan a los trabajadores a un campo donde, mientras se pueden ver imágenes de vacas sacrificadas sangrientamente, son fusilados.

## Reparto
- Maksim Shtráuj — policía espía
- Grigori Aleksándrov — capataz de la fábrica
- Mijaíl Gomórov — trabajador
- A. Ivanov — jefe de la policía
- Iván Klyukvin — activista
- Aleksandr Antónov — miembro del comité revolucionario
- Yudif Glizer — reina de los ladrones
- Anatoli Kuznetsov
- Vera Yanukova
- Vladímir Uralsky  (como V. Uralsky) - obrero
- M. Mamin